# MoonEdit
MoonEdit ist ein Programm, das kollaboratives Schreiben ermöglicht. Es ist unter den Betriebssystemen Linux, Windows und FreeBSD einsetzbar.
Ursprünglich hieß Moon-Edit Multi-Editoro und wurde von Tom Dobrowolski geschrieben.
MoonEdit ist kostenlos für den nicht-kommerziellen Gebrauch, es ist derzeit jedoch weder freie Software noch Open Source.
Der Benutzer von MoonEdit kann sich zunächst mit einem Server verbinden, dann eine Textseite öffnen und diese nun wie in einem herkömmlichen Programm zur Textverarbeitung bearbeiten. Abhängig von der Anzahl der Teilnehmer einer Sitzung werden mehrere Einfügemarken auf dem Textfeld dargestellt. Eine Spalte rechts zeigt alle mit der Seite verbundenen Benutzer. Eingegebener Text sowie Änderungen der Cursorpositionen werden für alle Teilnehmer in Echtzeit ersichtlich. Jeder Teilnehmer kann Änderungen jederzeit und an jedem Teil des Textes vornehmen.
Die Software wird seit 2005 nicht mehr aktualisiert.

## Benutzerzuordnung
Die maximale Anzahl an Benutzern für eine Bearbeitungssitzung in MoonEdit beträgt zurzeit 14.
Beim Öffnen einer Seite wählt der Benutzer eine Pastellfarbe aus einer Palette von 14 Farben. Diese Farbe bildet auffolgend den Hintergrund für allen Text, den er eingibt, sowie für seinen Benutzernamen in der Spalte rechts. Die eindeutige Zuordnung jedes Textabschnitts ist damit möglich.

## Seitenverlauf
Es ist in MoonEdit nicht erforderlich, geschriebenen Text zu sichern. MoonEdit zeichnet den Verlauf der Bearbeitung einer Seite auf. Jede Eingabe – Tippfehler eingeschlossen – ist sofort gespeichert. Mit F7 kann der Benutzer einen Verlaufsbalken am oberen Rand der Seite aufrufen, dessen rechtes Ende er mit der Maus von ganz links (anfängliche, leere Seite) nach ganz rechts (aktueller Stand der Bearbeitung) ziehen kann – ähnlich wie in vielen Programmen zum Abspielen digitaler Videodateien.
Die Tasten F6 und F8 ermöglichen es, schrittweise in der Seiten-History rückwärts bzw. vorwärts zu gehen, so dass sich im Nachhinein die komplette Eingabesequenz einer MoonEdit-Seite detailliert nachvollziehen lässt.

## Einarbeitung einer MoonEdit-Seite in ein Wiki
Das „ting-wiki“ verwendet die Mediawiki-Software. Dort ist eine Erweiterung installiert, vermittels derer sich eine MoonEdit-Seite lesbar in eine Wiki-Seite (Artikel) einfügen lässt. Mit der Eingabe des Kommandos svsavetxt sichert der Benutzer den Seitentext aus MoonEdit heraus auf einer plain-text (Reintext) HTML-Seite, die mit der Erweiterung in die Wiki-Seite eingebunden wird. Die Hintergrundfarben gehen bei diesem Vorgang verloren.

## Geräuschfunktion
Drückt man in MoonEdit eine Taste, so ertönt für alle verbundenen Teilnehmer hörbar das Geräusch vom Tippen einer Schreibmaschinentaste. So wird man auch auf Bearbeitungen aufmerksam, die außerhalb des sichtbaren Editierfensters liegen. Die Geräuschfunktion ist bislang nur in der Programmversion für Windows verfügbar.

## MoonEdit-Server
Aktive MoonEdit-Server sind:
- sphere.pl – Server des Programmautors
- surrep.titio.us